# Georg Albrecht III. (Erbach-Fürstenau)
Graf Georg Albrecht III. zu Erbach-Fürstenau (* 14. Juni 1731; † 2. Mai 1778 in Fürstenau) war regierender Graf von Erbach. Er regierte ab 1753 gemeinsam mit seinem Bruder Ludwig II. Er stiftete die jüngere Linie zu Fürstenau.

## Herkunft
Seine Eltern waren Graf Philipp Karl zu Erbach-Fürstenau (1677–1736) und dessen Ehefrau Anna Sophia von Speßhardt (* 16. September 1693; † 10. Januar 1767).

## Leben
Er studierte in Straßburg, Lausanne und Angers. Er ging dann nicht zum Militär, sondern widmete sich der Administration des Landes. Er regierte zusammen mit seinem Bruder Ludwig und führte zusammen mit diesem am 1. Juli 1756 die Primogenitur ein.
Da die Kinder nach seinem Tod noch unmündig waren, erhielt seine Frau die Vormundschaft.

## Familie
Georg Albrecht heiratete am 3. August 1752 in Neustadt an der Orla Prinzessin Josepha Eberhardine Adolfe Wilhelmine von Schwarzburg-Sondershausen (* 2. März 1737; † 27. Juli 1788), Tochter von Christian von Schwarzburg-Sondershausen. Das Paar hatte mehrere Kinder:
- Friedrich August (* 5. Mai 1754; † 12. März 1784), Graf zu Erbach-Fürstenau, niederländischer Oberst der Kavallerie ⚭ 1782 Gräfin Charlotte Luise Polyxene Kolb von Wartenberg (* 27. November 1755; † 20. Mai 1844)
- Christian Karl August Albrecht (* 18. September 1757; † 10. Mai 1803), Graf zu Erbach-Fürstenau ⚭ 1786 Gräfin Dorothea Luise Marianne von Degenfeld-Schonburg (* 12. März 1765; † 14. Dezember 1827)
- Georg (1762–1762)
- Georg Eginhard (* 23. Januar 1764; † 11. September 1801), Major der Kavallerie
- Ludwig (1765–1775)